# Charles A. Floyd
Charles Albert Floyd (* 1791 in Smithtown, New York; † 20. Februar 1873 in Commack, New York) war ein US-amerikanischer Jurist und Politiker. Zwischen 1841 und 1843 vertrat er den Bundesstaat New York im US-Repräsentantenhaus.

## Werdegang
Charles Albert Floyd wurde ungefähr acht Jahre nach dem Ende des Unabhängigkeitskrieges in Smithtown geboren und wuchs dort auf. Er besuchte Gemeinschaftsschulen und war dann in der Landwirtschaft tätig. In den Jahren 1820 und 1821 war er Stadtschreiber (county clerk). Er studierte Jura und praktizierte nach dem Erhalt seiner Zulassung als Anwalt. 1830 war er als Bezirksstaatsanwalt (district attorney) tätig. Er saß in den Jahren 1836 und 1838 in der New York State Assembly. Zwischen 1837 und 1840 war er Präsident des Board of Directors in Huntington. Politisch gehörte er der Demokratischen Partei an. Bei den Kongresswahlen des Jahres 1840 wurde Floyd im ersten Wahlbezirk von New York in das US-Repräsentantenhaus in Washington, D.C. gewählt, wo er am 4. März 1841 die Nachfolge von Thomas B. Jackson antrat. Da er im Jahr 1842 auf eine erneute Kandidatur verzichtete, schied er nach dem 3. März 1843 aus dem Kongress aus. Danach war er zwischen 1843 und 1865 als Bezirksrichter in Suffolk County tätig sowie zwischen 1843 und 1865 als Town Supervisor von Huntington. Floyd ging dann wieder seiner Tätigkeit in der Landwirtschaft nach. Er verstarb am 20. Februar 1873 in Commack und wurde dann auf dem Methodist Church Cemetery beigesetzt.